# Ōkuma
Pour les articles homonymes, voir Okuma (homonymie).
Ōkuma (大熊町, Ōkuma-machi) est un bourg japonais (町, machi ou -chō) situé dans la préfecture de Fukushima. C'est une ville fantôme qui comptait 11 000 habitants avant d'être évacuée en 2011 à la suite de l'accident nucléaire de Fukushima.

Situation d'Ōkuma dans le district de Futaba (en jaune), au sein de la préfecture de Fukushima.

Gravement irradiée, il était envisagé que ses habitants n'y reviennent jamais.
Toutefois, à la suite d'importants travaux de décontamination, le gouvernement japonais considère qu'une partie de la ville est sûre et lève en avril 2019 les restrictions qui interdisaient aux gens d'y vivre.

## Histoire
La commune située à proximité de la côte a été touchée par le tsunami qui a suivi le séisme de 2011 de la côte Pacifique du Tōhoku. Le bilan au 24 juillet 2011 est de 11 morts et une disparue.
Le territoire de la municipalité abrite les unités 1 à 4 de la centrale nucléaire de Fukushima Daiichi et la ville a été entièrement évacuée à la suite de l'accident nucléaire de Fukushima du 11 mars 2011.

## Accident nucléaire de Fukushima
Les tranches endommagées de la centrale nucléaire de Fukushima Daiichi sont situées sur le territoire municipal, à seulement quelques kilomètres du centre-ville. De plus, l'ensemble du territoire municipal est situé dans la zone d'exclusion nucléaire des 20 km.
L'évacuation d'Ōkuma commence donc rapidement à la suite de l'accident nucléaire de Fukushima, et la ville est entièrement évacuée dès le 12 mars 2011 au matin.
Malheureusement, l'évacuation de l'hôpital de Futaba et de l'hospice pour personnes âgées voisin, situés à Ōkuma, se fait dans le plus grand désordre ; des patients ou personnes âgées sont laissés sur place ou transportés sans leurs dossiers médicaux, et 45 décèdent.
La commune est fortement contaminée par les retombées de l'accident et il y subsiste une concentration surfacique élevée en césium 134 et 137. La radioactivité mesurée en 2011 en certains points est plusieurs milliers de fois supérieure à la normale, et le gouvernement japonais admet en août 2011 que les zones à proximité immédiate de la centrale seront probablement maintenues hors d'accès « pour une longue période, peut-être plusieurs décennies ».
Le maire de la commune, Toshitsuna Watanabe, se bat pour la réhabilitation d'Ōkuma, et déclare : « Ici ce n'est pas comme à Tchernobyl, nous sommes déterminés à rentrer chez nous, et le Japon a la volonté et la technologie pour le faire. » Lors des élections municipales du 20 novembre 2011, il est réélu par 3 451 voix contre 2 343 (soit 68 % de participation) face à un candidat prônant le relogement par le gouvernement de tous les habitants.
Le 18 novembre 2011, le gouvernement japonais démarre des essais de décontamination dans plusieurs municipalités, dont Ōkuma. Le 4 décembre 2011, la presse est invitée à un test de décontamination du toit de la mairie. La radioactivité à 1 cm du toit, initialement de 16 microsieverts par heure, est rapidement ramenée à 10 μSv/h, mais se stabilise ensuite vers 9 μSv/h, soit encore 90 fois la radioactivité naturelle,.
Le 22 décembre 2011, le gouvernement japonais annonce son intention de redécouper la zone d'exclusion en trois aires avec des statuts différents en fonction de leur niveau de radioactivité, ce qui permettrait le retour d'une partie des habitants. Cette annonce inquiète notamment les autorités d'Ōkuma et de Futaba, car une grande partie du territoire de ces communes sera probablement classée comme interdite au retour pour plusieurs années.
Le 28 décembre 2011, le ministre japonais de l'Environnement Gōshi Hosono demande aux autorités locales du district de Futaba qu'une décharge y soit aménagée à titre temporaire pour le stockage de la terre contaminée et des autres déchets radioactifs issus des travaux de décontamination, probablement à Ōkuma ou à Futaba : « On trouve dans ce district de nombreuses zones où les doses annuelles de radiations vont dépasser 100 millisieverts, et il va être difficile d'y abaisser les niveaux de radioactivité par des méthodes conventionnelles. » Le problème de l'installation d'une telle décharge était en suspens depuis des mois et la mairie s'y était toujours fermement opposé.
À la suite d'importants travaux de décontamination, le gouvernement japonais considère que 40 % de la ville sont désormais sanitairement sûrs et autorise à partir d'avril 2019 les anciens habitants à revenir s'y installer. Cependant, la décision est très critiquée par de nombreux observateurs qui pointent du doigt les seuils très élevés de radiations qui persistent dans la ville. Selon des sondages, seule une petite minorité des anciens habitants de la ville désire retourner y vivre.